# Anne Applebaum

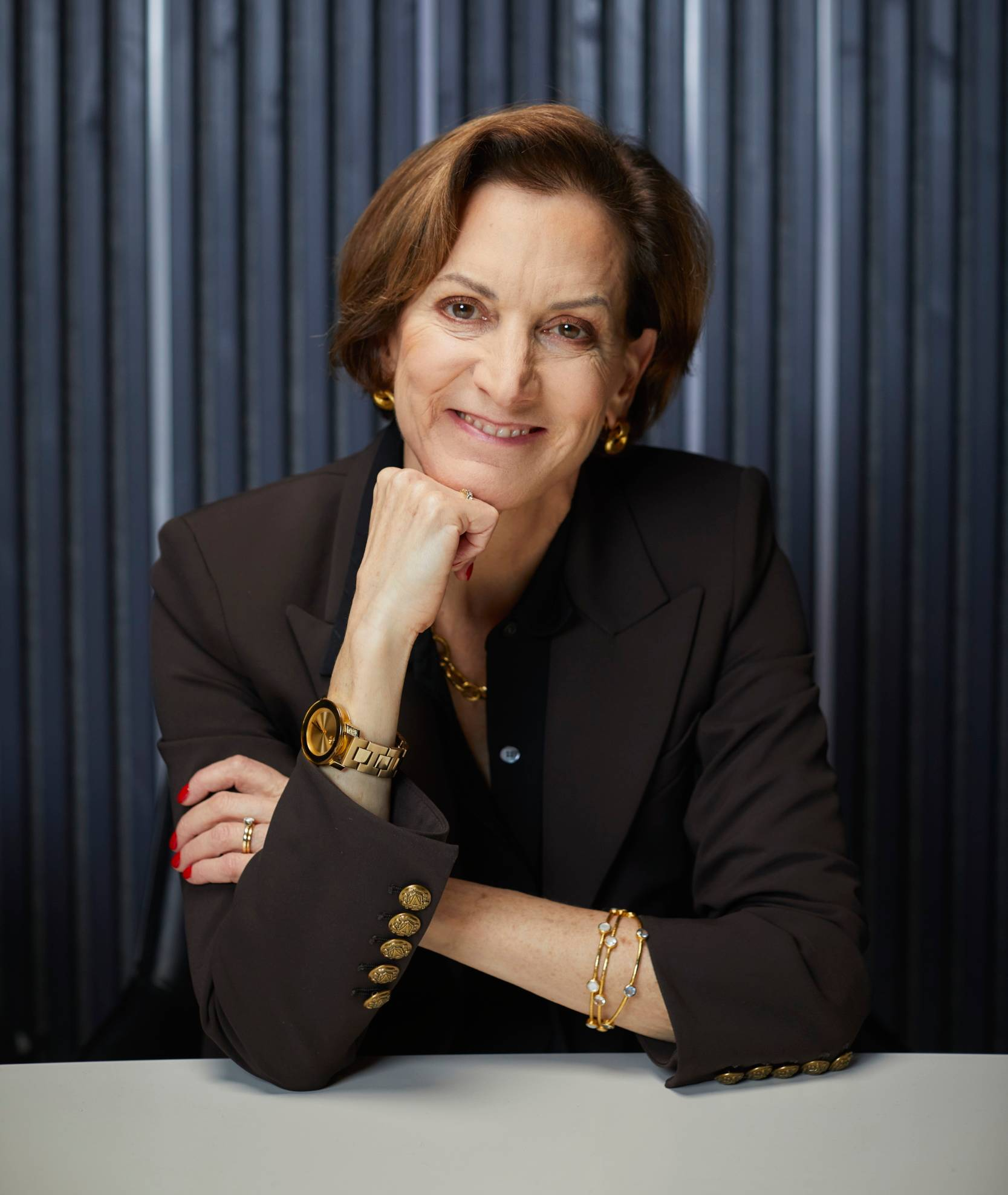
Anne Applebaum (2024)

Anne Elizabeth Applebaum (* 25. Juli 1964 in Washington, D.C.) ist eine US-amerikanisch-polnische Journalistin, Kolumnistin und Historikerin. Ihre Arbeiten über die jüngere Geschichte Osteuropas wurden mehrfach ausgezeichnet. 2004 erhielt sie einen Pulitzer-Preis, 2024 den Friedenspreis des Deutschen Buchhandels.

## Leben

### Herkunft, Familie, Ausbildung
Anne Applebaum entstammt einer US-amerikanischen jüdischen Familie, die zum Reformjudentum gehört. Ihre Eltern sind Harvey M. Applebaum, ein Partner in der Anwaltskanzlei Covington and Burling, und Elizabeth Applebaum, geborene Bloom, die in der Corcoran Gallery of Art arbeitete.
Seit 1992 ist Anne Applebaum mit dem polnischen Politiker Radosław Sikorski verheiratet, der von 2007 bis 2014 polnischer Außenminister war und dieses Amt seit Dezember 2023 erneut bekleidet. Mit ihm hat sie zwei Söhne und lebt seit 2006 in Polen. Seit 2013 besitzt sie neben der US-amerikanischen auch die polnische Staatsangehörigkeit. In der Sendung Anne Will vom 6. Februar 2022 erklärte sie zu ihrer polnischen Staatsangehörigkeit, dass sie sich in politischen Fragen wie dem Ukrainekonflikt als Europäerin fühle.
Applebaum besuchte die Sidwell Friends School, eine Privatschule in Bethesda (Maryland). Nach ihrem Schulabschluss 1982 begann sie ein Bachelor-Studium der Geschichte und Literatur an der Yale University, das sie 1986 summa cum laude abschloss. Im Anschluss ging sie mit einem vom Foreign and Commonwealth Office vergebenen Marshall-Stipendium nach Großbritannien, wo sie Internationale Beziehungen an der London School of Economics studierte. Ihren Master-Abschluss erhielt sie 1987.

### Journalistische und akademische Tätigkeit
Ihre journalistische Arbeit begann Applebaum 1988 als Korrespondentin des Economist in Warschau. Von 2002 bis 2006 war sie Mitglied des Redaktionsausschusses der Washington Post. Sie schreibt weiterhin Op-Eds für die Washington Post. Zudem hat sie für The New York Review of Books, The Wall Street Journal, The New York Times, Financial Times, International Herald Tribune, Foreign Affairs, The New Criterion, The Weekly Standard, The New Republic, National Review, The New Statesman, The Independent, The Guardian, Prospect, Die Welt, Cicero, Gazeta Wyborcza, The Times Literary Supplement und weitere Zeitungen und Zeitschriften geschrieben.
Applebaum war im Frühjahr 2008 Fellow an der American Academy in Berlin. Im selben Jahr wurde sie vom US-amerikanischen Magazin Foreign Policy zu den hundert einflussreichsten Intellektuellen gezählt. In London leitete sie eine Abteilung des Legatum Institute, eines Thinktanks zur Förderung allgemeiner Bildung in Bezug auf nationale und internationale Politik sowie Sozial- und Wirtschaftspolitik.
Sie hat an verschiedenen Hochschulen in den USA (Yale, Harvard, Columbia und Texas A&M, Houston), in Großbritannien (Oxford, Cambridge, London und Belfast), in Deutschland (Heidelberg und Humboldt, Berlin), in Maastricht und Zürich gelehrt. 2012–2013 hatte sie den Phillipe-Roman-Lehrstuhl für Geschichte und Internationale Beziehungen der London School of Economics inne.
Ende 2019 beendete Applebaum ihre Tätigkeit als Kolumnistin bei der Washington Post und wechselte als „staff writer“ zur Zeitschrift The Atlantic. Weiterhin ist sie Professor „of Practice“ an der London School of Economics und „senior fellow“ an der School of Advanced International Studies der Johns Hopkins University.

### Mitgliedschaften
Applebaum ist im Vorstand des National Endowment for Democracy und Kuratorin der Ukrainian History Global Initiative. Sie war Mitglied der privatwirtschaftlichen Denkfabrik Council on Foreign Relations und ist Mitglied des Beirats des Center for European Policy Analysis.

## Veröffentlichungen
Im Jahr 2003 veröffentlichte Applebaum ihr Buch Der Gulag, das „eine Gesamtdarstellung des sowjetischen Lagersystems“ unternimmt. Arno Widmann beschreibt das Werk als „eine sorgfältige Arbeit, deren Wert trauriger Weise dadurch gesteigert wird, dass manche der Quellen inzwischen wieder zur Verschlusssache erklärt wurden“.
2012 erschien ihre Studie Iron Curtain – The Crushing of Eastern Europe 1944–1956 über die Durchsetzung der sowjetischen Herrschaft im östlichen Mitteleuropa. Sie konzentriert sich vor allem auf die Fallbeispiele Polen und Ungarn sowie auf die Sowjetische Besatzungszone, die spätere DDR.
Mit Red Famine (deutsch: Roter Hunger) veröffentlichte sie 2017 ein Buch über den Holodomor, die Hungersnot in der sowjetischen Ukraine zu Beginn der 1930er Jahre. Applebaum thematisiert darin nicht nur die damaligen Ereignisse mit ihren rund vier Millionen Todesopfern, sondern auch die Erinnerung daran. Dazu befragte sie Zeitgenossen und studierte Akten, die seit der Unabhängigkeit der Ukraine 1991 verfügbar waren. Für das Buch wurde sie 2017 mit dem Duff Cooper Prize ausgezeichnet, den sie als erste Preisträgerin zum zweiten Mal erhielt. Ihre Interpretation des Holodomor als eines vom Stalinregime geplanten Völkermords blieb nicht unwidersprochen. Franziska Davies, Historikerin an der Universität München, kritisierte die Darstellung des Zweiten Weltkriegs sowie die Übernahme von Traditionen ukrainischer Exilfaschisten nach 1945; Christopher Gilley, von der Wiener Holocaust Library in London, kritisierte ähnlich, dass Applebaum ukrainisch-nationalistische Narrative übernehme; und Mark Tauger (West Virginia University) kritisierte, dass Applebaum Quellen selektiv benutze, sich auf Anekdoten stütze und dass das Buch nicht dem aktuellen Forschungsstand entspreche. Serhii Plokhy nannte das Buch hingegen die wichtigste englischsprachige Studie der Hungersnot seit Robert Conquests 1986 erschienenem Buch Harvest of Sorrow. Taras Kuzio schrieb, Applebaum habe ein meisterhaftes Buch vorgelegt, das Conquest auf den neuesten Stand gebracht und den Holodomor für ein breites Publikum zugänglich gemacht habe. 2025 wurde das Buch in die Liste der 100 Bücher, die helfen, die Ukraine zu verstehen aufgenommen.
Im Jahr 2020 erschien ihr Buch Twilight of Democracy. The Seductive Lure of Authoritarianism (deutsch: Die Verlockung des Autoritären. Warum antidemokratische Herrschaft so populär geworden ist), in dem sie sich mit der Krise der liberalen, westlichen Demokratien und dem Aufstieg rechtspopulistischer Bewegungen wie der polnischen PiS, der ungarischen Fidesz oder der britischen Brexit Party in Europa und des Trumpismus in den USA auseinandersetzt. Mit der gleichen Thematik befasst sich auch ihr 2024 erschienenes Werk Autocracy, Inc., The Dictators Who Want to Run the World (deutsch: Die Achse der Autokraten. Korruption, Kontrolle, Propaganda: Wie Diktatoren sich gegenseitig an der Macht halten). Ihr Eintreten gegen autoritäre Bestrebungen war für den Börsenverein des Deutschen Buchhandels der Anlass ihr im Jahr 2024 seinen Friedenspreis zu verleihen. In der Begründung heißt es: „Historiographische Erkenntnisse mit wacher Gegenwartsbeobachtung zu verbinden, das gelingt Anne Applebaum in ihren Veröffentlichungen über autokratische Staatssysteme und deren international wirkende Netzwerke. In einer Zeit, in der die demokratischen Errungenschaften und Werte zunehmend karikiert und attackiert werden, wird ihr Werk zu einem eminent wichtigen Beitrag für die Bewahrung von Demokratie und Frieden.“ In ihrer Dankesrede anlässlich der Preisverleihung in der Frankfurter Paulskirche ging sie besonders auf die Rolle des Pazifismus und die Lehren aus der Geschichte im Umgang mit Diktaturen ein. Die Laudatio für Applebaum hielt die russische Oppositionelle und Vertreterin der mit dem Friedensnobelpreis ausgezeichneten Menschenrechtsorganisation Memorial Irina Scherbakowa.
Applebaum ist außerdem Koautorin eines 2011 auf Englisch erschienenen Kochbuchs mit 90 polnischen Gerichten.

## Positionen
Anne Applebaum betrachtet sich selbst als Liberal-Konservative. Sie bejaht Marktwirtschaft, Rechtsstaatlichkeit, Gewaltenteilung, die NATO und die Europäische Union.
Im Jahr 2002 veröffentlichte sie eine Kolumne, in der sie israelische Angriffe auf die palästinensische Radio- und TV-Station Voice of Palestine verteidigte, weil diese ihrer Meinung nach durch die systematische Verbreitung von anti-israelischen Inhalten und der Befürwortung des Terrorismus, insbesondere von Selbstmordattentaten, ein legitimes Ziel seien.
Russland unter Präsident Wladimir Putin sieht sie als raffinierte Diktatur. Die russische Gazprom etwa sei kein privatwirtschaftliches Unternehmen, sondern ein Instrument russischer Außenpolitik: „Das ist nicht dasselbe wie – sagen wir – Shell. Gazprom gehört den Leuten, die den Kreml kontrollieren und ist eines ihrer Werkzeuge. Gazproms Aktivitäten in Deutschland – einschließlich des Kaufs eines Fußballvereins – sind russische Propaganda. Es hat alles mit Korruption zu tun, wenn man sich anschaut, wie die russischen Oligarchen reich geworden sind: Die haben fast alle westliches Offshore-Banking benutzt. Sie haben ihr Geld zusammen mit der russischen Mafia angelegt. Die Firmen haben ein Doppelleben geführt – ein legales und ein illegales“, meinte Applebaum in einem Interview mit The European. Putins Krieg in der Ukraine sei zynisch, da er damit versuche, den Westen einzuschüchtern und zu destabilisieren. Nur wenn Russland begreife, dass der Angriff auf die Ukraine ein Fehler war, gebe es eine Chance für dauerhaften Frieden, so Applebaum Anfang 2023. Jede andere Lösung – ein vorausgehender Waffenstillstand oder die Abtretung von Gebieten – berge das Risiko, dass Russland einige Monate oder Jahre warte und dann wiederum eine Invasion beginne. Mit den Waffenlieferungen schicke der Westen „eine klare Botschaft“ an Russland.
Sie kritisierte bereits vor Donald Trumps Amtsantritt 2016, Trump sei rückwärtsgewandt, misstrauisch und rachsüchtig, habe ein imaginäres Amerikabild, bediene sich autoritärer Sprache und pflege einen Personenkult. Damit untergrabe er die Verfassung, das Justizsystem und die Pressefreiheit. Gleichzeitig drohe wegen der Schwäche der Europäischen Union ein finsteres und intolerantes Europa.
Bei ihrer Dankesrede zur Verleihung des Friedenspreises des deutschen Buchhandels beschrieb Applebaum im Oktober 2024 die Besetzung der Krim und den russischen Überfall auf die Ukraine mit den Worten: „Ziel ist die Durchsetzung autoritärer Willkürherrschaft: ein Staat ohne Rechtsstaatlichkeit, ohne Grundrechte, ohne Rechenschaftspflicht, ohne Gewaltenteilung.“ Applebaum sagte zudem, dass der Westen der Ukraine mehr helfen müsse. Die Ukraine brauche Waffen, um den Krieg gegen Russland zu gewinnen. Deutschland habe eine besondere Verantwortung, sich für Frieden einzusetzen. Dafür müsse Deutschland Risiken eingehen. Der Schweizer Journalist Philipp Gut bezeichnete Applebaum in der Weltwoche in diesem Kontext als eine „Gesinnungskriegerin“.

## Werke (Auswahl)
- Between East and West: Across the Borderlands of Europe. Pantheon Books, New York 1994, ISBN 0-679-42150-5.
- Gulag: A History. Doubleday, New York 2003, ISBN 0-7679-0056-1.
  - Der Gulag. Übersetzt von Frank Wolf. Siedler, München 2003, ISBN 3-88680-642-1.
- Iron Curtain: The Crushing of Eastern Europe, 1944–1956. Doubleday, New York 2012, ISBN 978-0-385-51569-6.
  - Der Eiserne Vorhang: Die Unterdrückung Osteuropas 1944–1956. Übersetzt von Martin Richter. Siedler, München 2013, ISBN 3-8275-0030-3.
- Red Famine – Stalin’s War on Ukraine. Allen Lane, London 2017, ISBN 978-0-385-53885-5.
  - Roter Hunger – Stalins Krieg gegen die Ukraine. Übersetzt von Martin Richter. Siedler, München 2019, ISBN 978-3-8275-0052-6.
- Twilight of Democracy: The Seductive Lure of Authoritarianism. Doubleday, New York 2020, ISBN 978-0-385-54580-8.
  - Die Verlockung des Autoritären. Warum antidemokratische Herrschaft so populär geworden ist. Übersetzt von Jürgen Neubauer. Siedler, München 2021, ISBN 978-3-8275-0143-1.[36]
- Autocracy, Inc., The Dictators Who Want to Run the World. Doubleday, New York 2024, ISBN 0-241-62789-3.
  - Die Achse der Autokraten. Korruption, Kontrolle, Propaganda: Wie Diktatoren sich gegenseitig an der Macht halten. Übersetzt von Jürgen Neubauer. Siedler, München 2024, ISBN 978-3-8275-0176-9.[37]

## Dokumentarfilm
- srf.ch 23. Februar 2025: Anne Applebaum – Die westlichen Demokratien und ihre neuen Feinde (58 min, Teil der Sendereihe Sternstunde Philosophie). Anne Applebaum im Gespräch mit Wolfram Eilenberger.

## Ehrungen
- 2003: Duff Cooper Prize, für Gulag: A History
- 2004: Pulitzer-Preis, für Gulag: A History
- 2013: Duke of Westminster’s Medal for Military Literature
- 2017: Duff Cooper Prize, für Red Famine
- 2017: Antonowytsch-Preis[38]
- 2018: Lionel Gelber Prize, für Red Famine
- 2024: Carl-von-Ossietzky-Preis für Zeitgeschichte und Politik der Stadt Oldenburg[39]
- 2024: Friedenspreis des Deutschen Buchhandels[40]